# چگونه بدون تلاشی واقعی در تجارت پیروز شویم (فیلم)
چگونه بدون تلاشی واقعی در تجارت پیروز شویم (انگلیسی: How to Succeed in Business Without Really Trying) فیلمی در ژانر کمدی رمانتیک و موزیکال به کارگردانی دیوید سوئیفت است که در سال ۶۱ منتشر شد.

## بازیگران
- رابرت مورس
- میشل لی
- رودی واله
- مورین آرتور
- پل هارتمن
- تاکر اسمیت
- کی رینولدز
- آن سیمور
- دیوید سوئیفت
- ارین اوبراین-مور
- دن توبین
- جرج فنمن